# 木下恵司
木下 恵司（きのした けいじ、英: Keiji Kinoshita、1956年11月22日 - ）は、愛知県出身の元オートバイ・ロードレーサー。1981年・1986年の全日本ロードレース選手権500ccクラスチャンピオン。

## 経歴
高校時代に750ccのオートバイで山道を走る楽しさを知り、自らの走りを突き詰めたくなり鈴鹿サーキットを走り始めた。最初の半年ほどはレースに出ずに練習走行を積み重ね、鈴鹿サーキットの練習量では誰にも負けないと自負を持てるまで走った。名古屋のヤマハ系有力チーム「プレイメイトレーシング」の門をたたき、トップライダーである高井幾次郎の背中を見てレーサーとしての成長を目指す。
初レースは19歳で1976年のノービス250ccクラス第3戦鈴鹿に参戦。ここで初レース初優勝を勝ち取る。1977年ジュニア250ccクラスで終盤連勝した好成績により1978年からの国際Ａ級昇格が決定。この頃の取材では、「ロードレースを生活の中心に考えているんですが、毎日建設会社で働いているんです。そこで苦しいことがあっても、これが体力をつけるために役立つとか、全てをよい方に解釈してレースに勝つという目標を持ってがんばってます。」とコメントしている。
1979年の全日本ロードレース選手権350ccクラスで石川岩男との争いの末チャンピオンを獲得。1980年よりTZ500に乗り始め、1981年よりヤマハの契約ライダーとなりトップ選手の仲間入りをした。同年開幕前のカテゴリー再編により初年度を迎えた全日本500ccクラスのシリーズチャンピオンを獲得する。1982年の角川映画『汚れた英雄』では、主人公北野晶夫（演:草刈正雄/吹替:平忠彦）のライバル・大木圭史（演:勝野洋）の吹き替えを担当した。
1983年は同じくヤマハワークスライダーとなった平忠彦と500ccクラスチャンピオン争いを最終戦まで繰り広げるが、鈴鹿での最終戦にスポット参戦した若き世界チャンピオンフレディー・スペンサーを追いかけた木下は序盤にして転倒リタイヤを喫し、このレースで2位に入りポイントを積み重ねた平にチャンピオンを奪われた。同年オフ、実力を買われライバルであるホンダワークス（HRC）からオファーを受け移籍。
翌1984年は、ホンダのエースとしてNS500を駆り、ヤマハYZRの平とチャンピオン争いとなるが、1ポイント差で破れランキング2位となった。ヤマハとホンダのコーナリング特性は大きく異なっていたこともあり、チャンピオンを逃したとは言えHRC監督の福井威夫は「マシンもタイヤもまるで違う（当時ヤマハはダンロップ、ホンダはミシュラン）ところに来て、フロントタイヤも16インチだったり18インチだったりと試行錯誤しながら今年練習中からほとんど転倒もなく、木下はよくやってくれたなという評価です。」と労う発言を残している。全日本におけるホンダのエースとして、市販車NS400R新発売時の広告にはWGPライダーのスペンサー、片山敬済と3人でイメージキャラクターを務めた。
1985年は前半戦を3気筒エンジンのNSで戦い、シーズン後半から4気筒エンジンのNSR500と2種類のマシンで戦うが、スズキの水谷勝にランキングで抜かれシーズン3位で終える。7月の鈴鹿8時間耐久では阿部孝夫とのコンビでHRCからRVF750で参戦し、日本人チーム最上位となる4位でチェッカーを受けた。

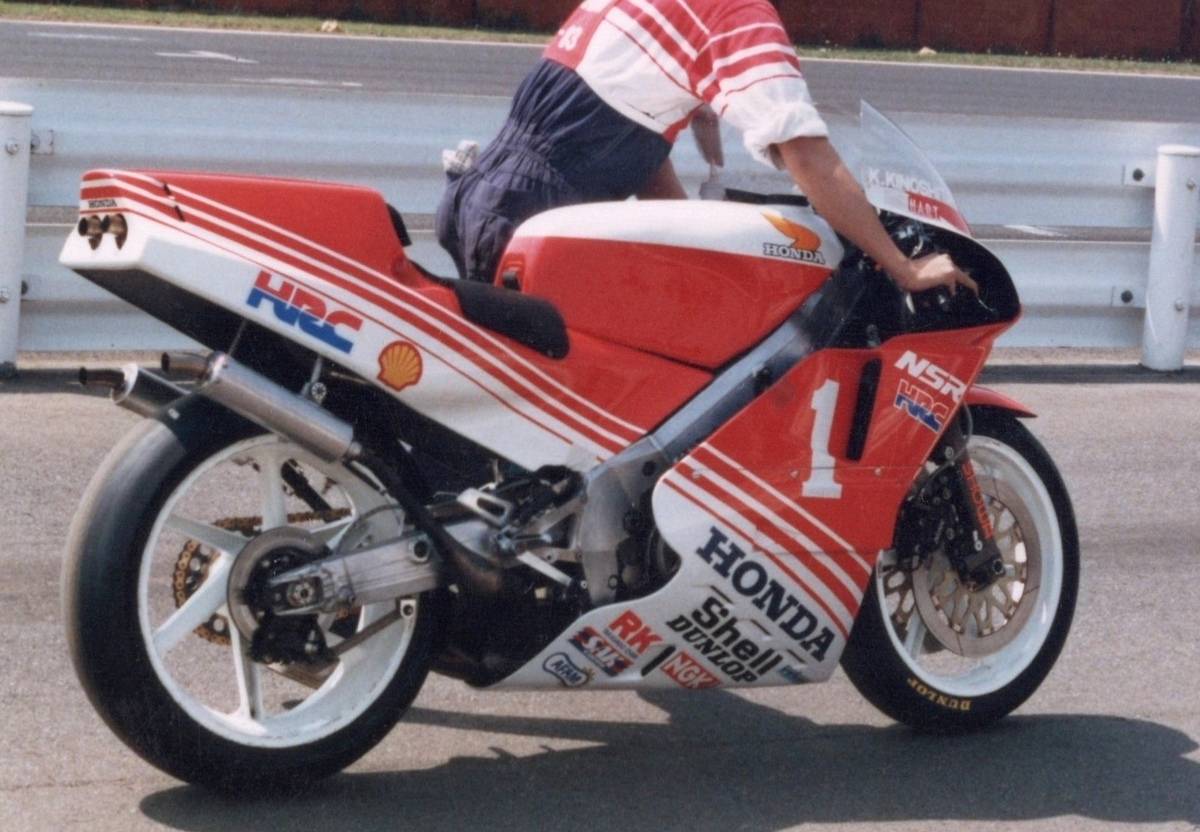
1987年 ホンダ・NSR500

平が世界GPへと進出し不在となった1986年は、シーズンを通してNSR500での参戦となり水谷との一騎打ちになると思われたが、これまで主に4ストロークのクラスに参戦していたモリワキの八代俊二が500ccクラスに転向し木下と同じNSR500をホンダから供給され、獲得ポイントで木下に肉薄する展開となった。ここでホンダが八代を世界GPへ参戦させる方針をとったため、全日本での戦いは5月と6月の5レース全てで木下を上回り、2度の優勝と2位2回でポイント差をつめた水谷と対決する形勢になった。8月31日開催のSUGOで木下は優勝、水谷はノーポイントとなったため有利な状況で迎えた最終戦日本GP (鈴鹿)で木下はWGP組のガードナー、平に次ぐ3位で確実に任務を果たし5年ぶり2度目となる最高峰500ccクラスの全日本チャンピオンを獲得した。同年は7月の鈴鹿8時間耐久にアメリカ・スーパーバイク選手権でUSホンダのエースであるウェイン・レイニーとの日・米ホンダのエースコンビでの参戦が発表されていたが、事前にレイニーが負傷したため替わってマルコム・キャンベル（オーストラリア）とのペアとなり実現しなかった。
1987年を最後にHRCとの契約が終了し、1988年からはプライベーターとして市販レーサーRS500Rで参戦。阪神ライディングスクールからの後援を受け、鈴鹿8時間耐久にも徳野政樹とのチームで参戦した。1989年引退。

## レース戦歴

### 全日本ロードレース選手権
| 年     | チーム                         | マシン         | 区分         | クラス | 1       | 2       | 3       | 4       | 5       | 6      | 7     | 8      | 9       | 10      | 11    | 順位 | ポイント |
| ------ | ------------------------------ | -------------- | ------------ | ------ | ------- | ------- | ------- | ------- | ------- | ------ | ----- | ------ | ------- | ------- | ----- | ---- | -------- |
| 1976年 | プレイメイト・レーシングチーム | ヤマハ・TZ250  | ノービス     | 250cc  | SUZ     | TSU     | SUZ 1   | SUZ 2   | TSU 2   | SUG    | SUZ 8 | SUG    | TSU 1   | SUZ 1   |       | 1位  | 60 (80)  |
| 1977年 | プレイメイト・レーシングチーム | ヤマハ・TZ250  | ジュニア     | 250cc  | SUZ     | TSU     | SUZ     | TSU     | SUZ     | SUG    | SUZ 1 | SUZ 1  |         |         |       | 2位  | 33       |
| 1978年 | プレイメイト・レーシングチーム | ヤマハ・TZ350  | エキスパート | 350cc  | SUZ 8   | TSU     | SUZ     |         | SUZ     | TSU    | SUG 2 |        | SUZ 2   |         |       | 3位  | 35       |
| 1979年 | プレイメイト・レーシングチーム | ヤマハ・TZ350  | 国際A級      | 350cc  | TSU     | SUZ 1   | TSU 3   | TSU 1   | SUZ 4   | SUG 1  | TSU 2 | SUZ 1  |         |         |       | 1位  | 75 (93)  |
| 1980年 | プレイメイト・レーシングチーム | ヤマハ・TZ500  | 国際A級      | 750cc  | TSU     | SUZ     | SUG 1   | SUZ 1   | TSU     | SUZ    | TSU   | SUG 2  | TSU     | SUZ     |       | 5位  | 42       |
| 1981年 | プレイメイト・レーシングチーム | ヤマハ・TZ500  | 国際A級      | 500cc  | SUZ     | SUZ 6   | SUG 1   | SUZ 1   | SUG 1   | SUZ    |       |        |         |         |       | 1位  | 58       |
| 1982年 | プレイメイト・レーシングチーム | ヤマハ・YZR500 | 国際A級      | 500cc  | SUZ 2   | TSU     | SUZ Ret | SUG     | SUZ     | TSU    | TSU   | SUG *2 | SUZ C   |         |       | 10位 | 12       |
| 1983年 | プレイメイト・レーシングチーム | ヤマハ・YZR500 | 国際A級      | 500cc  | SUZ Inj | TSU Inj | SUZ 1   | TSU Inj | SUG 1   | SUZ 1  | TSU 1 | SUG 1  | SUZ Ret |         |       | 2位  | 75       |
| 1984年 | チームHRC                      | ホンダ・NS500  | 国際A級      | 500cc  | SUZ 1   | TSU 2   | SUG 3   | SUZ 3   | TSU 4   | SUG 1  | SUZ 1 | TSU 2  | SUG 2   | SUZ Ret | TSU 1 | 2位  | 174      |
| 1985年 | チームHRC                      | ホンダ・NS500  | 国際A級      | 500cc  | SUZ 3   | TSU 3   | SUZ 2   | TSU Ret | SUG 3   |        |       |        |         |         |       | 3位  | 121      |
| 1985年 | チームHRC                      | ホンダ・NSR500 | 国際A級      | 500cc  |         |         |         |         |         | SUZ 5  | SUG 3 | TSU C  | SUG 2   | SUZ 4   |       | 3位  | 121      |
| 1986年 | チームHRC                      | ホンダ・NSR500 | 国際A級      | 500cc  | SUZ 5   | TSU C   | SUG 1   | SUZ 1   | TSU 3   | SUG 2  | SUZ 2 | SUG 1  | SUZ 3   |         |       | 1位  | 138      |
| 1987年 | チームHRC                      | ホンダ・NSR500 | 国際A級      | 500cc  | SUZ Ret | TSU 4   | SUZ 2   | TSU 3   | SUG Ret | TSU 4  | SUG 1 | TSU 4  | SUG Ret | SUZ 1   | TSU 5 | 2位  | 125      |
| 1988年 | 阪神ライディングスクール       | ホンダ・RS500R | 国際A級      | 500cc  | SUZ     | TSU     | SUZ     | TSU     | SUZ 3   | TSU 5  | SUG   | SUG    | SUZ     | SUG 9   | TSU 6 | 9位  | 39       |
| 1989年 | 阪神ライディングスクール       | ホンダ・RS500R | 国際A級      | 500cc  | TSU 10  | SUZ 8   | TSU 9   | SUG 6   | SUG -   | SUZ 10 | SUG 9 | TSU -  |         |         |       | NC   | 0        |

- 1982年シーズン最終戦までの全日本選手権はMFJ未公認のメーカーファクトリー車両での参戦は選手権ポイント対象外。
- 太字はポールポジション、斜字はファステストラップ

### ロードレース世界選手権
| 年     | クラス | 車両           | 1       | 2   | 3   | 4   | 5   | 6   | 7   | 8   | 9   | 10  | 11  | 12  | 13  | 14  | 15  | 順位 | ポイント |
| ------ | ------ | -------------- | ------- | --- | --- | --- | --- | --- | --- | --- | --- | --- | --- | --- | --- | --- | --- | ---- | -------- |
| 1987年 | 500cc  | ホンダ・NSR500 | JPN Ret | ESP | GER | NAC | AUT | YUG | HOL | FRA | GBR | SWE | CZE | SMA | POR | BRA | ARG | NC   | 0        |
| 1988年 | 500cc  | ホンダ・RS500R | JPN 18  | USA | ESP | EXP | NAC | GER | AUT | HOL | BEL | YUG | FRA | GBR | SWE | CZE | BRA | NC   | 0        |
| 1989年 | 500cc  | ホンダ・RS500R | JPN 21  | AUS | USA | ESP | NAC | GER | AUT | YUG | HOL | BEL | FRA | GBR | SWE | CZE | BRA | NC   | 0        |

### 鈴鹿8時間耐久ロードレース
| 年     | 車番 | チーム                                | ペアライダー               | マシン         | 予選順位 | 決勝順位 | 周回数 |
| ------ | ---- | ------------------------------------- | -------------------------- | -------------- | -------- | -------- | ------ |
| 1978年 | 25   |                                       | 水谷勝                     | ヤマハ・TZ350  | 6        | 33位     | 70     |
| 1979年 | 52   | プロショップ高井                      | 鈴木修                     | ヤマハ・TZ350  | 9        | 27位     | 168    |
| 1985年 | 36   | Team HRC                              | 阿部孝夫                   | ホンダ・RVF750 | 7        | 4位      | 192    |
| 1986年 | 5    | Team HRC                              | マルコム・キャンベル (AUS) | ホンダ・RVF750 | 5        | Ret      | 63     |
| 1987年 | 35   | 味の素ホンダ・レーシング              | 八代俊二                   | ホンダ・RVF750 | 5        | 11位     | 189    |
| 1988年 | 70   | 阪神ライディングスクール&徳野         | 徳野政樹                   | ホンダ・RVF750 | 23       | 26位     | 186    |
| 1989年 | 54   | マックロード&阪神ライディングスクール | 阿部直人                   | ホンダ・VFR750 | 20       | 35位     | 180    |